# Konstruktivizem (umetnost)
Konstruktivízem je kot umetnostna in arhitekturna smer nastal pod vplivi tehničnega razvoja leta 1914 v Rusiji, razcvet pa je doživel po oktobrski revoluciji. Izraz »konstruktivistična umetnost« je prvi uporabil slikar Kazimir Severinovič Malevič, s katerim je opisal delo Aleksandra Mihajloviča Rodčenka (1917), Naum Gabo pa ga je leta 1920 predstavil v delu Realistični manifest.  